# Onenhste Corona
Onenhste Corona est une corona, formation géologique en forme de couronne, située sur la planète Vénus par -19° S et 221,5° E. Elle est localisée dans le quadrangle de Taussig. Elle a été nommée en référence à Onenhste, Jeune fille du grain Mohawk et Iroquoise, la plus âgée des Trois Sœurs, les déités des moissons. 

## Géographie et géologie
Onenhste Corona couvre une surface circulaire d'environ 230 km de diamètre. 